# Gradientní sestup

Gradientní sestup a vrstevnice minimalizované funkce

Gradientní sestup (anglicky gradient descent) je iterativní optimalizační algoritmus prvního řádu pro nalezení lokálního minima diferencovatelné funkce. Myšlenkou metody je posouvat se z výchozího bodu po krocích vždy v opačném směru gradientu (nebo přibližného gradientu) funkce v daném bodě, protože to je směr nejstrmějšího klesání její hodnoty. Naopak krokování ve směru gradientu povede k lokálnímu maximu této funkce; postup je pak známý jako gradientní výstup.
Algoritmus se přičítá Cauchymu, který ho poprvé zmínil v roce 1847, ale jeho konvergenční vlastnosti pro nelineární optimalizační problémy byly poprvé studovány Haskellem Currym v roce 1944.
Gradientní sestup je spojitou analogií metody hill-climbing (gradientní algoritmus). Sám je základem dalších metod, zejména algoritmu zpětného šíření chyby používaného pro učení umělých neuronových sítí.

## Popis
Gradientní sestup je založen na pozorování, že pokud je funkce více proměnných {\displaystyle F(\mathbf {x} )} definována a diferencovatelná v sousedství bodu {\displaystyle \mathbf {a} }, pak {\displaystyle F(\mathbf {x} )} klesá nejrychleji, pokud se jde z {\displaystyle \mathbf {a} } ve směru záporného gradientu {\displaystyle F} v {\displaystyle \mathbf {a} ,-\nabla F(\mathbf {a} )} . Z toho vyplývá, že se v řadě iterací z {\displaystyle \mathbf {a_{n}} } posuneme k nižší hodnotě funkce {\displaystyle F(\mathbf {x} )} v bodě {\displaystyle \mathbf {a_{n+1}} ,} pokud
{\displaystyle \mathbf {a} _{n+1}=\mathbf {a} _{n}-\gamma \nabla F(\mathbf {a} _{n})}
pro {\displaystyle \gamma \in \mathbb {R} _{+}} dost malé, aby platilo {\displaystyle F(\mathbf {a_{n}} )\geq F(\mathbf {a_{n+1}} )}. Jinými slovy člen {\displaystyle \gamma \nabla F(\mathbf {a} )} odčítáme od {\displaystyle \mathbf {a} }, protože se chceme pohybovat proti nejstrmějšímu nárůstu směrem k lokálnímu minimu. Vyjděme tedy z libovolného (náhodně nebo záměrně zvoleného) bodu {\displaystyle \mathbf {x} _{0}}, v němž je {\displaystyle F} definovaná a diferencovatelná, a zvažujme posloupnost {\displaystyle \mathbf {x} _{0},\mathbf {x} _{1},\mathbf {x} _{2},\ldots } definovanou jako
{\displaystyle \mathbf {x} _{n+1}=\mathbf {x} _{n}-\gamma _{n}\nabla F(\mathbf {x} _{n}),\ n\geq 0.}
Ta odpovídá monotónní posloupnosti
{\displaystyle F(\mathbf {x} _{0})\geq F(\mathbf {x} _{1})\geq F(\mathbf {x} _{2})\geq \cdots ,}
takže lze doufat, že {\displaystyle (\mathbf {x} _{n})} dokonverguje k nějakému lokálnímu minimu {\displaystyle F} (pokud nebude divergovat k minus nekonečnu, což by znamenalo nalezení globálního infima {\displaystyle F}, anebo pokud se v některém kroku nedostaneme mimo oblast, kde je {\displaystyle F} definovaná či „pěkná“). Všimněte si, že hodnota velikosti kroku {\displaystyle \gamma } se může měnit při každé iteraci. S určitými předpoklady o funkci {\displaystyle F} – například {\displaystyle F} lokálně konvexní a {\displaystyle \nabla F} lipschitzovská – a o algoritmu výběru {\displaystyle \gamma } – např. Barzilaiovou-Borweinovou metodou
{\displaystyle \gamma _{n}={\frac {\left|\left(\mathbf {x} _{n}-\mathbf {x} _{n-1}\right)^{T}\left[\nabla F(\mathbf {x} _{n})-\nabla F(\mathbf {x} _{n-1})\right]\right|}{\left\|\nabla F(\mathbf {x} _{n})-\nabla F(\mathbf {x} _{n-1})\right\|^{2}}}}
– lze zaručit konvergenci na lokální minimum. Pokud je funkce {\displaystyle F} konvexní, lze zaručit nalezení globálního řešení.
Gradientní sestup funguje v prostorech libovolné dimenze, dokonce i v nekonečněrozměrných prostorech. V tom případě se obvykle prohledává nějaký prostor funkcí a počítá se Fréchetova derivace funkcionálu, který se má minimalizovat, aby se určil směr sestupu.